# Gare du Camping Savaggio
La gare du Camping Savaggio est une halte ferroviaire française de la ligne de Bastia à Ajaccio (voie unique à écartement métrique). Elle se situe sur le territoire de la commune de Vivario, dans le département de la Haute-Corse et la Collectivité territoriale de Corse (CTC).
C'est une halte des Chemins de fer de la Corse (CFC) desservie par des trains « grande ligne ». Arrêt facultatif (AF), il faut signaler sa présence au conducteur pour qu'il y ait un arrêt du train.

## Situation ferroviaire
Établie à 766 mètres d'altitude, la halte du Camping Savaggio est établie au point kilométrique (PK) 101,1 de la ligne de Bastia à Ajaccio (voie unique à écartement métrique), entre les gares Vivario et de Tattone.

## Service des voyageurs

### Accueil
Halte CFC, c'est un point d'arrêt non géré (PANG) à accès libre. Arrêt facultatif  (AF) : le train ne s'arrête que si la demande a été faite au conducteur.

### Desserte
Le Camping Savaggio est desservie par des trains CFC « grande ligne » de la relation Bastia (ou Corte) - Ajaccio.

### Intermodalité
Desserte du camping de Savaggio de l'Éducation Nationale, essentiellement en période estivale. Faible possibilité de stationnement. 